# 斎藤守圀

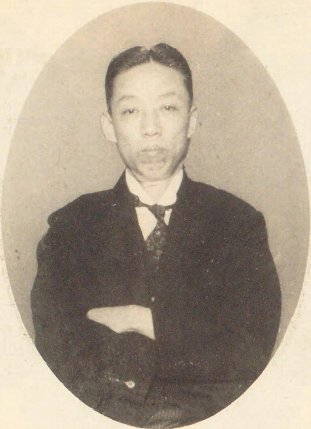
斎藤守圀

斎藤 守圀（さいとう もりくに、1884年（明治17年）8月15日 - 1945年（昭和20年）9月18日）は、日本の内務官僚。官選県知事。

## 経歴
本籍・愛媛県。東京市芝区西久保において斎藤省吾の長男として生まれる。府立一中、第一高等学校を経て、1907年、東京帝国大学法科大学を卒業。1908年11月、文官高等試験行政科試験に合格。内務省に入り神奈川県属となる。
以後、和歌山県事務官、宮崎県事務官、宮崎県警察部長、福井県警察部長、長崎県警察部長、神奈川県警察部長、内務書記官、内務省参事官兼内務大臣秘書官、内務監察官、警保局警務課長兼衛生局保健課長、大臣官房文書課長などを歴任。
1922年6月、千葉県知事に就任。銚子漁港の修築、野田醤油労働争議の仲介、関東大震災後の復旧などに取り組む。
1924年6月、埼玉県知事に転任。関東大震災後の復興、児童保護委員の設置、自作農創設維持貸付資金制度の発足などを行った。
1927年5月、福岡県知事に転任。農村の電化、種鶏場・水産試験場の新築、社会教育会館などの建築、産業道路網の整備などを実施した。1929年7月に知事を退任した。
その後、東京市助役、原田積善会監事などを務めた。

## 栄典
- 1921年（大正10年）7月1日 - 第一回国勢調査記念章[7]
- 1924年（大正13年）5月31日 - 勲三等瑞宝章[8]

## 親族
- 子息 斎藤守慶（毎日放送元社長・会長）